# وانگ جیانلین
وانگ جیانلین (به چینی: 王健林) (زاده ۲۴ اکتبر ۱۹۵۴) کارآفرین، نیکوکار و مدیر ارشد اجرایی چینی است، که در حال حاضر به‌عنوان ثروتمندترین فرد در جمهوری خلق چین، شناخته می‌شود، وی در سال ۲۰۱۷ در فهرست مجله فوربز در رتبه ۱۸ از ثروتمندترین افراد جهان قرار گرفت. جیانلین هم‌اکنون رئیس هیئت مدیره گروه دالیان واندا می‌باشد.